# Eraclea Lincestide

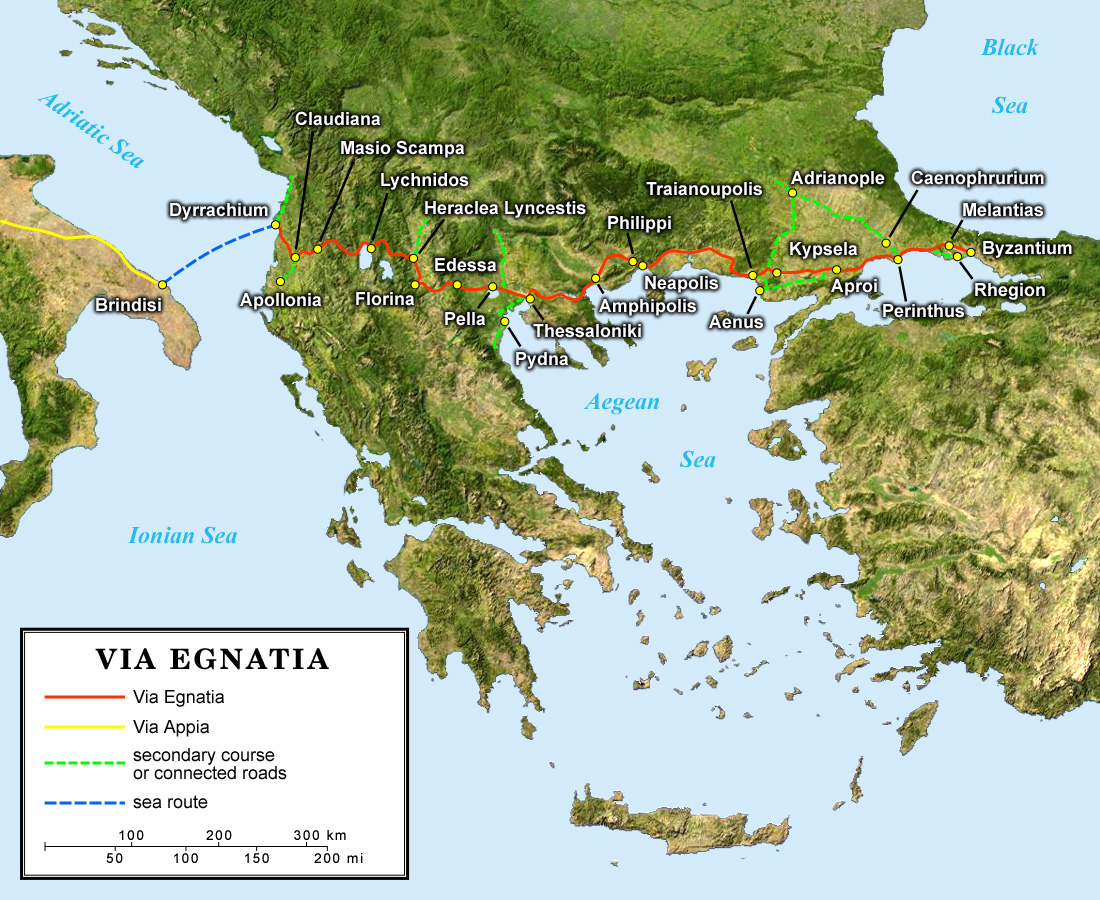
Heraclea Lyncestis sulla Via Egnatia.

Heraclea Lyncestis, pronunciata anche Herakleia Lynkestis (in greco: Ἡράκλεια Λυγκηστίς o Ἡράκλεια Λύγκου), fu un'antica città greca, situata 2 km a sud dell'attuale città di Bitola, nella Macedonia del Nord.

## Storia

### Origini e epoca imperiale romana
Heraclea fu fondata da Filippo II di Macedonia verso la metà del IV secolo a.C., dopo che aveva conquistato la regione circostante della Lincestide e l'aveva incorporata nel suo Regno di Macedonia.
La città fu nominata così in onore dell'eroe della mitologia greca Heracles. L'epiteto Lynkestis della regione di cui Heraclea era capoluogo significa "la terra della lince" in Greco.
Heraclea era una città importante dal punto di vista strategico nel periodo ellenistico, siccome si trovava al limitare del confine fra Macedonia ed Epiro a ovest e del mondo non-greco verso nord, fino alla metà del II secolo a.C., quando i Romani conquistarono la Macedonia e distrussero il suo potere politico. 
I Romani divisero la Macedonia in 4 regioni ed Heraclea si trovava nella IV regione. La principale strada romana nell'area, la Via Egnatia, passava per Heraclea, che era un importante luogo di sosta. 
La prosperità della città fu mantenuta principalmente grazie a questa strada.
Heraclea fu citata anche da Giulio Cesare nel De Bello Civili.

### Tarda antichità e epoca bizantina

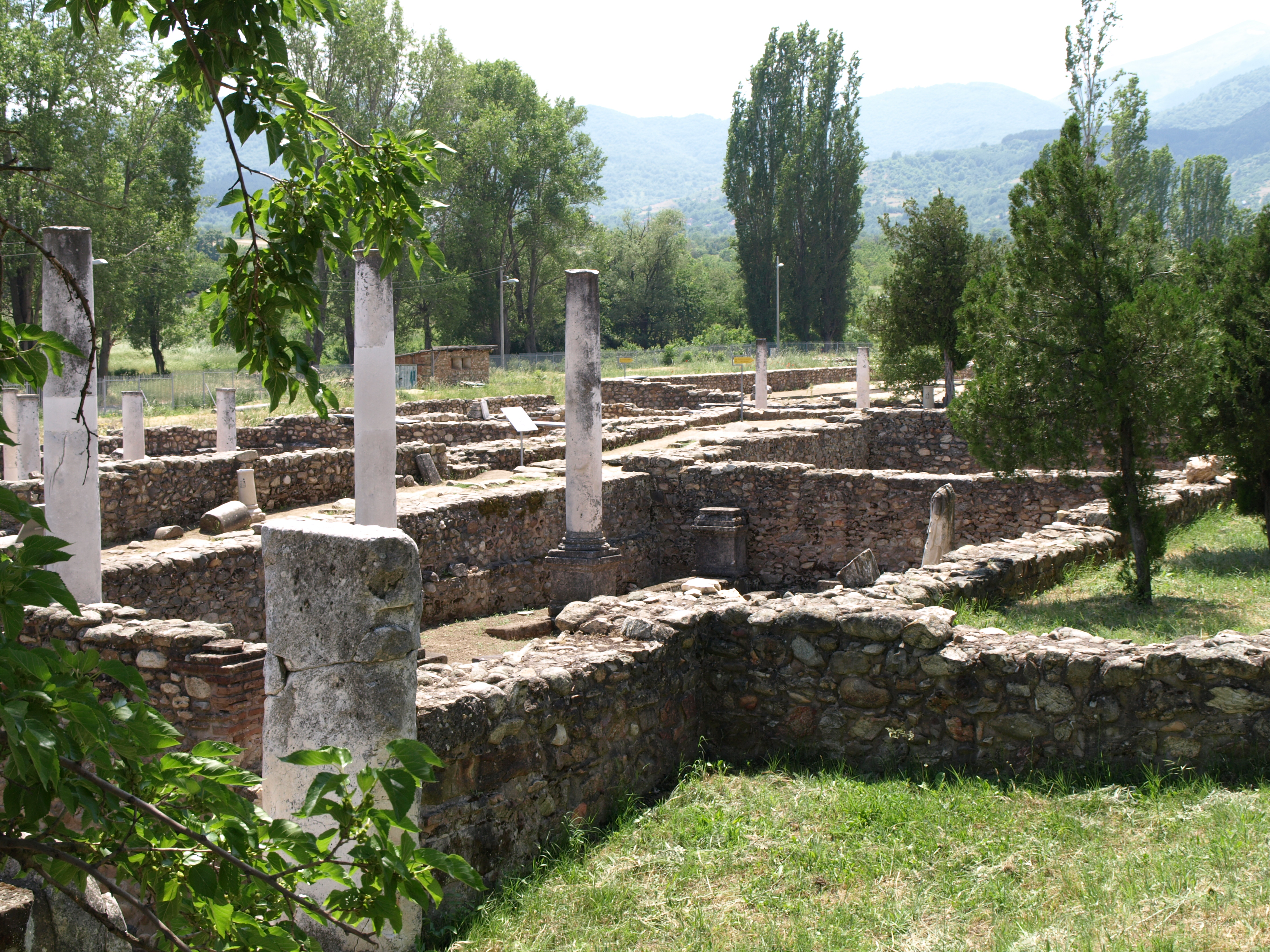
Ruderi a Heraclea

Al principio del periodo bizantino (dal IV al VI secolo d.C.), Heraclea era un'importante sede episcopale. Alcuni dei suoi vescovi sono stati citati negli atti dei Concili della Chiesa, come il vescovo Evagrius di Heraclea negli Atti del Concilio di Sardica del 343 d.C.. 
Alcune vestigia di questo periodo sono costituite da una basilica minore ed una maggiore, la residenza del vescovo e una basilica cimiteriale nei pressi della necropoli.
Nella basilica maggiore, tre navate sono ricoperte di mosaici con iconografia a base di motivi floreali molto ricchi e figurativi; questi mosaici ben conservati sono spesso presi come bell'esempio del periodo iniziale dell'arte cristiana. 
Sono noti anche altri vescovi di Heraclea vissuti tra il IV ed il VI secolo d.C., come il vescovo Quintilinus menzionato negli Atti del Secondo Concilio di Efeso del 449 a.C.. 
Nel 472 d.C., la città fu saccheggiata dalle orde di Ostrogoti/Visigoti comandati da Teodorico il Grande e, nonostante un grande dono che il vescovo della città gli fece, nel 479 d.C. fu nuovamente saccheggiata.
La città fu restaurata verso la fine del V e il principio del VI secolo d.C.

### Arrivo degli Slavi
Verso la fine del VI secolo, la città subì ripetuti attacchi da parte di tribù slave. 
Tra il VI e il VII secolo d.C., quando gli Slavi si stabilirono nelle regioni settentrionali dei Balcani, sul luogo del teatro abbandonato furono edificate parecchie abitazioni.

## Descrizione
La città di Heraclea sorgeva sulla collina posta circa 2 km a sud dell'odierna città di Bitola.
Tra gli edifici scoperti e indagati risalenti al tempo del dominio romano ad Heraclea vi sono: 
- monumenti votivi,
- un portico,
- le terme,
- un teatro,
- le mura delle città.

Al principio del periodo cristiano, Eraclea era un'importante sede episcopale.
Alcuni dei suoi vescovi sono menzionati nei sinodi in Serdica ed in altri paesi adiacenti, come anche in altre città vicine. 
Di questo periodo sono gli insiemi della basilica minore e della maggiore. La basilica cimiteriale con una necropoli è situata a est del teatro.

### Teatro romano
L'imperatore romano Adriano edificò il teatro nel centro della città, su una collina, quando si stavano restaurando molti edifici della Provincia romana di Macedonia. 
Cominciò ad essere utilizzato sotto il regno di Antonino Pio. Scoperta nel 1931, una piccola tessera di osso per un sedile nella XIV fila (su XX) è la più antica testimonianza nota dell'esistenza del teatro. Lo stesso teatro non fu scoperto fino al 1968. All'interno del teatro si trovavano tre gabbie per animali e nella parte occidentale un tunnel.
Il teatro andò in disuso nel corso del IV secolo, quando le lotte gladiatorie nell'Impero Romano furono bandite, a causa della diffusione della Cristianità, della costituzione dell'Impero Romano d'Oriente e dell'abbandono di rituali che erano percepiti come riti pagani e di divertimento.

### Mosaici nelle basiliche

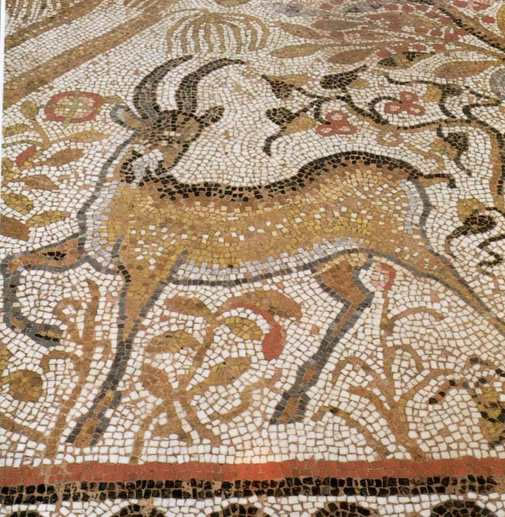
Uno dei mosaici della basilica.

Una basilica minore fu scoperta negli scavi compiuti prima della II Guerra Mondiale, tra il 1936 e il 1938. Dapprincipio, si riteneva che fosse un antico palazzo, ma, nel corso di ricerche successive effettuate negli anni 1960–1964, apparve chiaro che si trattava di una basilica paleocristiana.
All'interno della basilica, si trova un mosaico pavimentale decorato realizzato con la tecnica dell'"opus sectile" e parecchie stanze sono ivi state scavate.
La prima stanza era utilizzata per il battesimo e la seconda stanza aveva un mosaico pavimentale realizzato con la tecnica dell'"opus tessellatum". Dopo la creazione del complesso della basilica maggiore, fu cambiata la funzione di queste stanze. Con la scoperta delle pareti, la plastica architettonica ed i pavimenti sono stati ricostruiti elettronicamente.

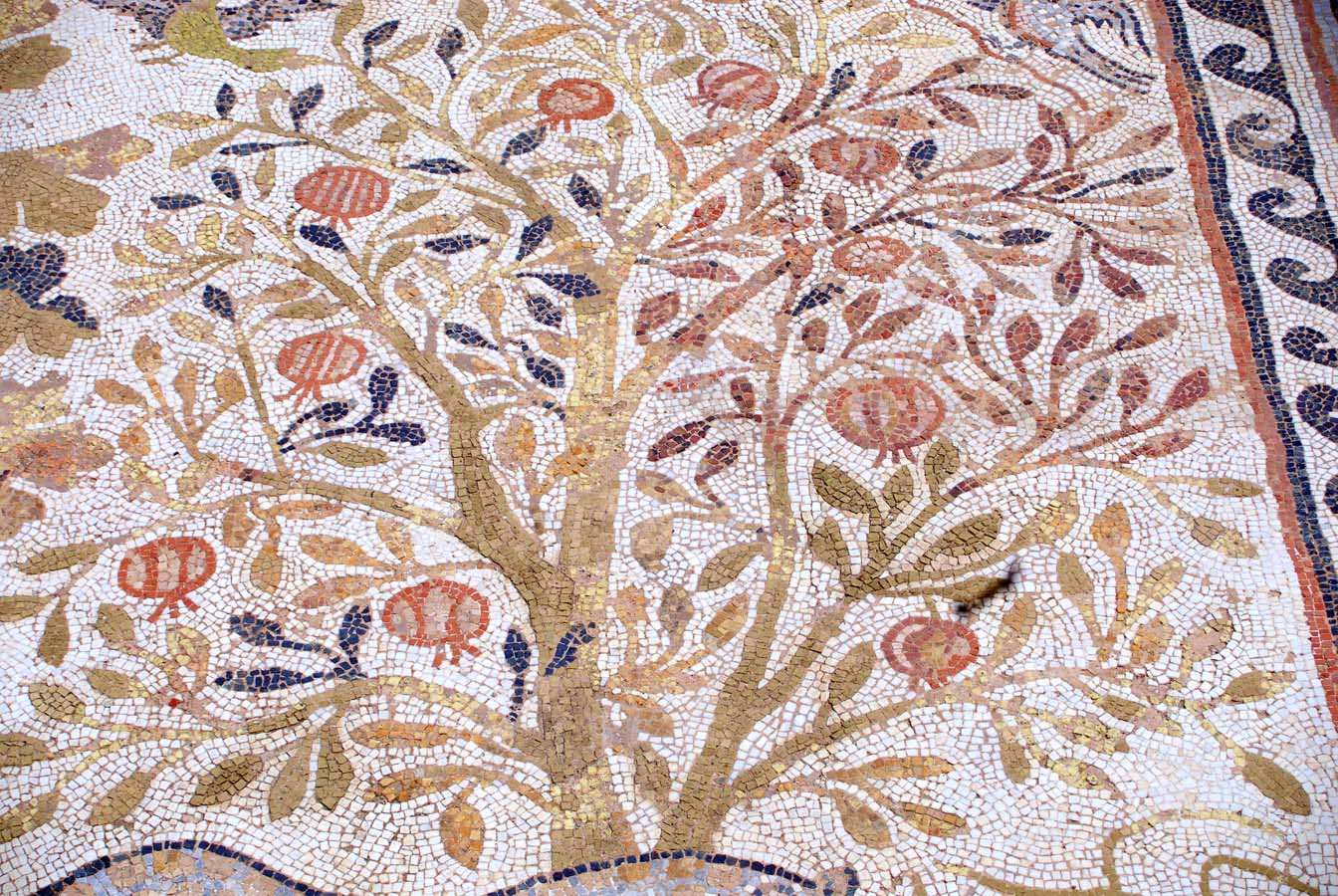
Mosaico a Heraclea

La basilica maggiore è un edificio monumentale con uno spazio composto da portici colonnati aperti, uno spazio destinato a esonartece, uno destinato a nartece, due annessi settentrionali ed uno spazio con tre annessi meridionali. 
I pavimenti di questi spazi sono costituiti da mosaici con disegni geometrici e floreali. Il mosaico del nartece è di stile paleobizantino, una grande composizione di dimensione pari a 100 m (328 ft). Ci sono uccelli, alberi, cervi, un cane rosso, che simboleggia il Paradiso, e bestie che simboleggiano il dominio terrestre. 
Questo mosaico è datato alla fine del VI secolo.
La basilica maggiore è costruita sopra un'altra precedente e fu costruita all'incirca tra il IV ed il VI secolo.
Il pavimento a mosaico della basilica maggiore è rappresentato sul verso della banconota macedone da 5000 dinari emessa nel 1996.
La Residenza Episcopale fu scavata tra il 1970 e il 1975. La parte occidentale fu scavata per prima e il lato meridionale è prossimo alle mura cittadine. Le stanze lussuose sono ubicate nella parte orientale. La II, la III e la IV stanza hanno tutte pavimenti a mosaico. Tra la III e la IV stanza c'è un varco che conduceva all'ingresso orientale della residenza.
Il varco fu appositamente creato tra il IV e il VI secolo d.C.